# Yukarıdolay, Bismil
Yukarıdolay là một xã thuộc huyện Bismil, tỉnh Diyarbakır, Thổ Nhĩ Kỳ. Dân số thời điểm năm 2008 là 193 người.